# ليدهيليت
ليدهيليت هو معدن من معادن الرصاص من فئة معادن الكربونات. تكون صيغة الوحدة البلورية على الشكل Pb4SO4(CO3)2(OH)2
اكتشف المعدن أول مرة سنة 1832 في منجم ليدهيلز Leadhills في مقاطعة لاناركشاير في اسكتلندا، وإليه تنسب التسمية.